# 岩津ねぎ
岩津ねぎ（いわつねぎ）は、兵庫県朝来市特産の葱。かつては下仁田ネギ、博多万能ねぎとともに日本三大ネギの一つとされたが、他の産地から「三大」の根拠を問われることも多く、生産組合はこの表現の使用を自粛している。毎年11月下旬から2月くらいまで出荷される。

## 名前の由来
兵庫県朝来市岩津（1874年・明治7年に朝来郡の岩屋谷村と津村子村が合併し岩津の名称となる。現在の上岩津地区・元津地区）の特産であったことから、この名前がついた。現在、朝来市岩津は国道312号線沿いに位置し、生野北峠の手前にある。国道312号線沿いの直売所に「岩津葱原産地」の赤い看板がある。
国立国会図書館所蔵の朝来志第4巻（1903年・明治36年刊）P17、山口村（岩津村）の項に「享和3年（1803）津村子に葱を産す。佳品を持って称せられる。」との記述がある。

岩津ネギ(佳品といわれた江戸時代からの津村子村の葱)の歴史については後項目を参照されたい。

## 特徴
白葱（根深ねぎ）と青葱（葉ねぎ）の中間種で、青いところから白いところまで全部食べられる。身は柔らかく、甘みや香りが強いのが特徴。但馬南部にある岩津村は円山川の上流にあり、狭い谷あいの湿気の多い環境と夏はフェーン現象で暑く冬は雪が積もる寒さの天候で、1日の寒暖差が大きい日も多い。青葱である九条ねぎが円山川上流の谷あいの土壌や岩津村の環境や天候に合わせて合わせて変化したと考えられている。また昭和初期には白葱である東京根深一本太ねぎや千住葱とともに栽培されたことで自然交配が行われ、白葱と青葱の特徴を兼ね備えた葱になったと考えられているとの説がある。
ただ、この説は、前述した朝来志が1902年（明治36年刊）であることから、時系列で見れば既に19世紀には美味しい葱として評判があり、その前提で1902年より前の取材に基づき書かれたと見ることが自然である。また後述のように昭和初期・1932年（昭和7年）に兵庫県から岩津葱組合に対して特産物の重点生産のための補助金が出ていたことは、既に特産の葱としてのポジションが確立されていた証拠と考えることが普通である。昭和初期の自然交配で今の葱になったという説は時期的に疑問が残ると言える。確かに、時間の流れの中で、自然交配や兵庫県からの補助金が出る過程での品種改良的なことはあったかもしれないが、明治期以前から世間では品質が高く評価されていたことが史料（朝来志）からも読み取れている。特産物としての特徴は備わっていたからこそ、朝来志に記述されていたと言える。
出荷するには、「葉数2枚以上」「葉長1枚15 cm以上」「全長70 cm以上」など厳しい規格がある。

## 歴史
江戸時代、生野代官所の役人が京都から京野菜の一つである九条ねぎの種子をもち帰り、生野銀山の労働者のための冬の生鮮野菜として、1803年（享和3年）頃に朝来郡津村子村（現在の朝来市岩津の元津地区）で栽培をさせたのが岩津ねぎの起こりとされる。

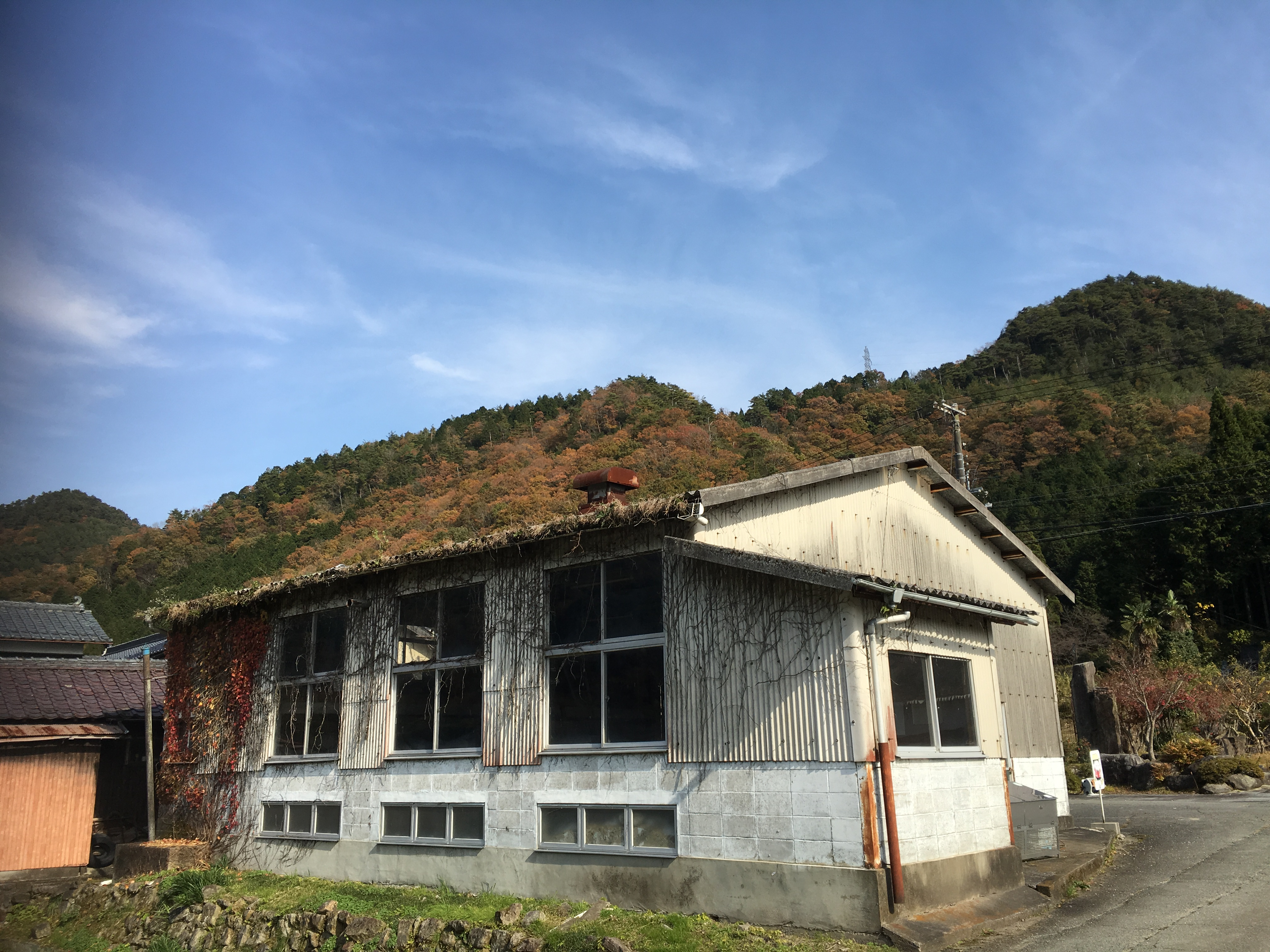
1970年代前半（昭和40年代後半）に建替し落成した岩津葱出荷組合 旧出荷場（二代目）。1930年代半ば（昭和初期）前後に落成した初代出荷場と同じ場所に建つ。朝来市元津地区

朝来郡山口村岩津（朝来町岩津を経て現・朝来市岩津）で作られており、1932年（昭和7年）に兵庫県が農家の収入増加をはかると共に県の特産物生産のさらなる育成を期待し、果菜類の集団生産を15品目に対し増産の奨励（三ヶ年計画で倍額増産目標）をした。15の県指定団体のうちの一つとされた岩津葱組合（本所：山口村元津地区）に対して補助金が交付されている。3か年計画での葱の増産目標は出荷売上金額ベースで6千円→1万円であった。これは勤労世帯実月収を元に現代の価値に換算（昭和6年86円→平成27年52万6千円）すると、売上高ベースで約3700万→約6100万円へ増産することに相当する。売上高換算から当時の生産高を計算し、キロ単価500円とすれば、推定生産量は74トン→122トンに増産すると推計される計画であった。
補助金を元に元津（旧津村子村）の街道沿いに葱組合の出荷場を建設・整備し、平成初期に至るまで上岩津・元津の両地区において盛んに栽培されるようになった。当時三菱金属の生野銀山周辺はいわゆる鉱山中心の企業城下町として栄えており、鉱山関係者家族が利用する食品店には葱出荷場から生野峠を越えて荷車で運び納品し、遠方からの受注に関しては国鉄生野駅及び新井駅からの鉄道貨物により出荷を行なっていた。昭和期から平成初期までは岩津の出荷場からの出荷と品質確保のため、葱一束ごとに「赤札」をつけて付けて、その証としていた。贈答用としては、周辺地域だけでなく、京阪神や東京ほかの首都圏へも出荷されていた。
輸送手段は、1980年代前半（昭和50年代後半）からは鉄道輸送の衰退からトラック輸送（宅配便・ゆうパック含む）への切り替えが行われた。また、同時期の1980年代前半（昭和50年代後半）より国道312号線沿いの農産物直売所でも販売されるようになっていった。
昭和を代表する著名な料理研究家である土井勝（土井善晴の父）司会の料理テレビ番組土井勝おかずのクッキングにおいては、冬になると何度も冬野菜として絶賛紹介され放送されていた。
江戸時代から少なくとも200年以上にわたり元津地区(元 津村子村)並びに明治初期からは上岩津地区(元 岩屋谷村)でも栽培されてきた岩津葱は生産者高齢化と栽培戸数の減少により、1990年代（平成0年代）以降より栽培地を本格的に旧朝来町全体の特産として生産地を拡大するようになった。その後、平成の大合併により、朝来郡朝来町・生野町・和田山町・山東町の４町が合併し、2005年（平成17年）に朝来市が誕生すると、以後そのブランドを朝来市全体で利用し、半自動的に2000年代後半(平成後期)から全市域（旧朝来町以外の旧３町）でも特産野菜として栽培されるようになった。

## 近年の動き
品質を維持するために2003年に朝来町岩津ねぎ生産組合（現・朝来市岩津ねぎ生産組合）が商標登録した。
2017年1月に大雪の影響で葉が折れる被害を受けたため、この年度限定で特別の規格を設け、被害を受けたねぎを「雪折れ岩津ねぎ」として出荷した。
毎日新聞の記事によれば、2017年度の冬（2017～2018）、岩津ねぎ生産組合では約200トンの出荷が予定されている。
2019年、兵庫県朝来市の岩津ねぎ生産組合が極太の系統を試験栽培。従来の岩津ねぎより太い「極太岩津ねぎ」として試験販売した。